# Pińsko (wieś)
Pińsko – wieś w Polsce położona w województwie kujawsko-pomorskim, w powiecie nakielskim, w gminie Szubin.

## Podział administracyjny
W latach 1975–1998 miejscowość administracyjnie należała do województwa bydgoskiego.

## Demografia
Według Narodowego Spisu Powszechnego (III 2011 r.) liczyła 278 mieszkańców. Jest szesnastą co do wielkości miejscowością gminy Szubin.

## Zabytki
Według rejestru zabytków NID na listę zabytków wpisany jest zespół dworski, około 1870 r., nr rej.: 123/A z 30.12.1983:
- dwór (dec. pałac)
- park, 2. połowa XIX w.

Dwór należał do Mycielskich, później Załuskich, obecnie jest zrujnowany.